# Зеленівська селищна рада
Зеленівська се́лищна ра́да — орган місцевого самоврядування у складі Дніпровського району Херсонської міської ради Херсонської області. Адміністративний центр — селище міського типу Зеленівка.

## Загальні відомості
- Зеленівська селищна рада утворена 24 грудня 1963 року.
- Територія ради: 9,34 км²
- Населення ради: 7 391 особа (станом на 2001 рік)

## Населені пункти
Селищній раді підпорядковані населені пункти:
- смт Зеленівка
- с. Богданівка
- с. Петрівка
- с-ще Сонячне

## Розташування
Відстань від смт Зеленівки до м. Херсона шосейним шляхом становить 8 км, залізницею — 12 км.
Відстань від центру Зеленівської селищної ради смт Зеленівки до селища Сонячне становить 20 км, села Богданівка — 27 км, села Петрівка — 30 км.

## Населення
На 1 січня 2012 року населення Зеленівської селищної ради становить 7514 громадян, із них по смт. Зеленівка — 5781 особа, Сонячне — 807 осіб, Богданівка — 553 особи, Петрівка — 375 осіб.

## Історія
Рішенням виконавчого комітету Херсонської обласної Ради депутатів трудящих № 601 від 24 грудня 1963 року село Зеленівка Білозерського району віднесено до категорії селищ міського типу, а Зеленівську сільську раду — до категорії селищних рад. Рішенням виконкому Херсонської обласної ради депутатів трудящих № 59 від 14 лютого 1964 року Зеленівська селищна рада підпорядкована Херсонській міській раді трудящих.

## Склад ради
Загальний склад селищної ради: 30 депутатів.

### Керівний склад попередніх скликань
| ПІБ                             | Основні відомості                                   | Дата обрання | Дата звільнення |
| ------------------------------- | --------------------------------------------------- | ------------ | --------------- |
| Букарев Володимир Олексійович   | Селищний голова, 1947 року народження, безпартійний | 26.03.2006   | 31.10.2010      |
| Семчишина Олександра Степанівна | Селищний голова                                     |              |                 |

Примітка: таблиця складена за даними джерела

### Депутати
За результатами місцевих виборів 2010 року депутатами ради стали:

#### За суб'єктами висування
| Суб'єкт висування | Кількість обраних депутатів | %   |
| ----------------- | --------------------------- | --- |
| Самовисування     | 30                          | 100 |

#### За округами
| № округу | Прізвище, ім'я, по батькові     | Дата визнання обраним | Освіта                    | Партійна приналежність                        | Відомості про обраного депутата                       |
| -------- | ------------------------------- | --------------------- | ------------------------- | --------------------------------------------- | ----------------------------------------------------- |
| 1        | Жужа Галина Василівна           | 05.11.2010            | Освіта середня            | позапартійна                                  | ООО «Іксора», контролер                               |
| 2        | Горбік Людмила Петрівна         | 05.11.2010            | Освіта вища               | член Партії регіонів                          | Зеленівська селищна рада, секретар виконкому          |
| 3        | Покрова Олександр Леонідович    | 05.11.2010            | Освіта вища               | позапартійний                                 | Херсонське обласне КРУ, державний аудитор             |
| 4        | Власенко Іван Іванович          | 05.11.2010            | Освіта середня            | позапартійний                                 | приватний підприємець                                 |
| 5        | Присяжний Олександр Іванович    | 05.11.2010            | Освіта середня            | член Всеукраїнського об'єднання «Батьківщина» | ПП «Владімир», охоронець                              |
| 6        | Чихун Володимир Анатолійович    | 05.11.2010            | Освіта середня            | член Всеукраїнського об'єднання «Батьківщина» | приватний підприємець, завідувач магазину             |
| 7        | Красько Оксана Іванівна         | 05.11.2010            | Освіта вища               | позапартійна                                  | ПП «Тепло комунгосп», бухгалтер                       |
| 8        | Чуприна Віктор Володимирович    | 05.11.2010            | Освіта вища               | член Всеукраїнського об'єднання «Батьківщина» | пенсіонер                                             |
| 9        | Худенко Надія Василівна         | 05.11.2010            | Освіта вища               | член Партії регіонів                          | домогосподарка                                        |
| 10       | Гажур Людмила Костянтинівна     | 05.11.2010            | Освіта вища               | член Партії регіонів                          | землевпорядник                                        |
| 11       | Думенко Людмила Володимирівна   | 05.11.2010            | Освіта вища               | позапартійна                                  | СТОВ «Балехівка», головний бухгалтер                  |
| 12       | Рудченко Лариса Ярославівна     | 05.11.2010            | Освіта вища               | член Партії регіонів                          | домогосподарка                                        |
| 13       | Альберті Надія Вікторівна       | 05.11.2010            | Освіта середня            | член Народної партії                          | тимчасово не працює                                   |
| 14       | Джулеба Микола Васильович       | 05.11.2010            | Освіта середня            | позапартійний                                 | КП «Теплокомунгосп», електрогазозварювальник          |
| 15       | Кейбало Віктор Миколайович      | 05.11.2010            | Освіта вища               | позапартійний                                 | приватний підприємець                                 |
| 16       | Плакса Наталія Володимирівна    | 05.11.2010            | Освіта середня            | член Народної партії                          | тимчасово не працює                                   |
| 17       | Мар'євич Сергій Леонтійович     | 05.11.2010            | Освіта вища               | позапартійний                                 | МСЧ ХБК, лікар                                        |
| 18       | Киливник Валентина Федорівна    | 05.11.2010            | Освіта середня спеціальна | член Всеукраїнського об'єднання «Батьківщина» | Зеленівський будинок культіри, директор               |
| 19       | Харченко Тетяна Георгіївна      | 05.11.2010            | Освіта вища               | член Партії регіонів                          | Зеленівська селищна рада, секретар                    |
| 20       | Тільненко Олена Олександрівна   | 05.11.2010            | Освіта вища               | член Всеукраїнського об'єднання «Батьківщина» | загальноосвітня середня школа № 30, вчитель           |
| 21       | Матвієнко Віталій Петрович      | 05.11.2010            | Освіта середня            | позапартійний                                 | приватний підприємець                                 |
| 22       | Радіонова Людмила Володимирівна | 05.11.2010            | Освіта середня            | член Партії регіонів                          | Зеленівська селищна рада, секретар друкарка           |
| 23       | Дрогобицький Тарас Миронович    | 05.11.2010            | Освіта вища               | член Партії регіонів                          | Антонівське комунальне підприємство, начальник АКГ    |
| 24       | Гуляс Сергій Петрович           | 05.11.2010            | Освіта середня            | член Комуністичної партії України             | ОАО «Укртелеком», майстер                             |
| 25       | Морозова Марія Іванівна         | 05.11.2010            | Освіта середня спеціальна | позапартійна                                  | Петрівський фельдшерсько-акушерський пункт, завідувач |
| 26       | Ничипорук Наталія Абделіївна    | 05.11.2010            | Освіта середня            | позапартійна                                  | домогосподарка                                        |
| 27       | Тільненко Лідія Михайлівна      | 05.11.2010            | Освіта середня            | член Партії регіонів                          | Богданівська пошта, листоноша                         |
| 28       | Мецкер Богдан Якович            | 05.11.2010            | Освіта середня спеціальна | член Всеукраїнського об'єднання «Батьківщина» | тимчасово не працює                                   |
| 29       | Сухоручко Ірина Михайлівна      | 05.11.2010            | Освіта середня спеціальна | член Всеукраїнського об'єднання «Батьківщина» | Лікарня ім. А. і О. Тропіних, молодша медсестра       |
| 30       | Карх Наталія Євгеніївна         | 05.11.2010            | Освіта середня спеціальна | позапартійна                                  | селищний будинок культури, завідувачка                |